# Julia Cebula
Julia Cebula (ur. 5 czerwca 1914, zm. 1993) – polska „Sprawiedliwa wśród Narodów Świata”.

## Życiorys
W trakcie II wojny światowej zamieszkiwała we wsi Węglówka, nieopodal Krosna (dystrykt krakowski, Generalne Gubernatorstwo). Pewniej nocy latem 1942 r. wzięła pod swój dach żydowską, dziesięcioletnią dziewczynkę - Gołdę (Glorię), przyprowadzoną przez jej siostrę Ludwikę. Była to córka niejakiego Józefa Strengera ze Żmigrodu Nowego. Julia Cebula działając z pobudek czysto humanitarnych i bez jakiegokolwiek wynagrodzenia, ukrywała przed Niemcami żydowską dziewczynkę aż do końca wojny, traktując ją jak własną córkę. Dzięki temu, przetrwała okres niemieckiej okupacji.

Julia Cebula wspominała po latach:

Sama miałam dwoje dzieci i żal mi było tej ślicznej żydowskiej dziewczynki – zgodziłam się na pozostawienie jej, mimo że zdawałam sobie sprawę, na jakie niebezpieczeństwo narażam siebie i całą rodzinę. Basia – tak ją nazwaliśmy – bawiła się, biegała z moimi dziećmi.
28 lutego 1993 r. Instytut Jad Waszem uhonorował Julię Cebulę medalem „Sprawiedliwy wśród Narodów Świata”.